# George Jeske
George Jeske (Salt Lake City, 22 de febrer de 1891 - Los Angeles, 28 d'octubre de 1951) va ser un director de cinema, guionista i actor de cinema mut estatunidenc.
Va ser un dels Keystone Kops originals de Mack Sennett. Va escriure per a més de 50 pel·lícules entre 1926 i 1946 i va dirigir 37 pel·lícules entre 1922 i 1933.

## Filmografia parcial

### Actor
- 1912: Hoffmeyer's Legacy de Mack Sennett
- 1913: Mother's Boy de Henry Lehrman
- 1913: Two Old Tars de Henry Lehrman
- 1913: A Muddy Romance de Mack Sennett
- 1913: Fatty Joins the Force de George Nichols
- 1914: In the Clutches of the Gang de Mack Sennett
- 1914: A Flirt's Mistake de George Nichols
- 1914: A Thief Catcher de Ford Sterling
- 1914: A film Johnnie de George Nichols
- 1914: Tango Tangles de Mack Sennett
- 1914: His Favourite Pastime de George Nichols
- 1917: An International Sneak de Hampton Del Ruth i Fred C. Fishback

### Director
- 1923: The Noon Whistle
- 1923: White Wings
- 1923: Collars and Cuffs
- 1923: Oranges and Lemons
- 1923: A Man About Town
- 1923: Save the Ship
- 1924: Smithy (juntament amb Hal Roach)
- 1924: Postage Due
- 1924: Short Kilts

### Guionista
- 1932: The Midnight Patrol de Christy Cabanne
- 1935: Skybound de Raymond K. Johnson
- 1939: The Day the Bookies Wept de Leslie Goodwins